# Harry Somers
Pour les articles homonymes, voir Somers.
Harry Somers, CC, (Toronto, 11 septembre 1925  - Toronto, 9 mars 1999) est un compositeur canadien.

## Biographie
Né dans une famille de la classe moyenne de Toronto, il ne montre ses talents musicaux qu'à la fin de l'adolescence, où il commence à composer sans formation théorique ni notions scolaires de composition.
Il est influencé à partir de 1942 par John Weinzweig, compositeur d'avant-garde dans une communauté musicale toujours basée dans le style du XIXe siècle. L'ironie de l'apprentissage voulut quand même que ce soit Weinzweig qui apprit à son disciple les harmonies traditionnelles. Schoenberg avait procédé de même avec ses propres élèves, alors même qu'il les encourageait à explorer le dodécaphonisme.
Après la Seconde Guerre mondiale, Somers continue de travailler avec Weinzweig, cette collaboration culminant avec une suite pour orchestre à cordes intitulée North Country (1948). Il passe ensuite quelque temps à Paris, influencé par Pierre Boulez et Olivier Messiaen (bien qu'étudiant officiellement chez Darius Milhaud).
De retour à Toronto en 1950, Somers travaille comme copiste avant de pouvoir, dès les années 1960, soutenir sa famille par les seuls revenus de ses compositions. Il abandonne alors la notion de tonalité (parmi les œuvres de cette époque on compte Five Concepts for Orchestra (1961) et Twelve Miniatures (1963)), même si Five Songs of the Newfoundland Outports (1969) le montre clairement attaché à la chorale classique: ces cinq arrangements de chansons traditionnelles de Terre-Neuve sont d'ailleurs assez populaires parmi les chœurs du monde.
L'un de ses plus importants travaux, Louis Riel, date d'ailleurs également de cette époque ; opéra écrit pour le centenaire canadien de 1967, il évoque le controversé leader des Métis exécuté en 1885.
Son approche éclectique et très personnelle des divers styles du XXe siècle résulte en une œuvre variée, toujours à la limite entre modernité élitiste et goûts populaires. Membre fondateur de l'Association des compositeurs canadiens, il est fait membre de l'Ordre du Canada en 1971.

## Compositions

### Œuvres pour orchestre
- 1946 : Sketches for Orchestra
- 1946 : Slow Movements, pour cordes
- 1946 : Lament and Primeval
- 1947 : Concerto nº 1, pour piano et orchestre
- 1947 : Scherzo, pour cordes
- 1948 : North Country Suite
- 1949 : Suite, pour harpe et orchestre de chambre
- 1951 : Symphonie nº 1
- 1952 : Prelude and Fugue
- 1954 : Passacaglia and Fugue
- 1956 : Concerto nº 2, pour piano et orchestre
- 1958 : Little Suite on Canadian Folk Songs, pour orchestre à cordes
- 1958 : Fantasia
- 1960 : Lyric
- 1961 : Movement
- 1961 : Five Concepts
- 1963 : Stereophony
- 1964 : The Picasso Suite
- 1978 : Those Silent, Awe Filled Spaces
- 1979 : Variations
- 1981 : Elegy, Transformation, Jubilation - in memoriam four Suicides
- 1982 : Concertante, pour violon, orchestre à cordes et percussion
- 1984 : Concerto, pour guitare et orchestre
- 1993 : "‘Of Memory and Desire'"
- 1996 : Concerto nº 3 pour piano et orchestre

### Œuvres pour orchestre d'harmonie
- 1961 : Symphony, pour orchestre d'harmonie

### Musique pour la scène

#### Opéras
| Année | Titre                     | Actes    | Première                                        | Livret                            |
| ----- | ------------------------- | -------- | ----------------------------------------------- | --------------------------------- |
| 1951  | The Fool                  | 2 scènes | 17 novembre 1956, Toronto                       | Michael Fram                      |
| 1967  | Louis Riel                | 3 actes  | 23 septembre 1967, Toronto, O'Keefe Centre      | Mavor Moore et Jacques Languirand |
| 1977  | Death of Enkidu           |          |                                                 | M. Kinch                          |
| 1988  | A Midwinter Night's Dream | 1 acte   | 17 mai 1988, Toronto, Harbourfront              | Tim Wynne-Jones                   |
| 1992  | Mario and the Magician    |          |                                                 | Rod Anderson, d'après Thomas Mann |
| 1992  | Serinette                 | 3 actes  | 7 juillet 1990, Temple of the Children of Peace | James Reaney                      |

#### Opérette
| Année | Titre                          | Actes | Première                      | Livret       |
| ----- | ------------------------------ | ----- | ----------------------------- | ------------ |
| 1955  | The Homeless Ones, TV operette |       | 1956, Toronto, CBC-tv studios | Michael Fram |

#### Ballets
| Année | Titre                      | Actes  | Première                                                       | Livret      | Chorégraphie |
| ----- | -------------------------- | ------ | -------------------------------------------------------------- | ----------- | ------------ |
| 1956  | The Fisherman and His Soul | 1 acte | 5 novembre 1956, Hamilton (Ontario), National Ballet of Canada | Oscar Wilde | Grant Strate |
| 1958  | Ballade                    |        | 1958, Ottawa                                                   |             |              |
| 1963  | The House of Atreus        |        | 1964, Toronto, National Ballet of Canada                       |             |              |
| 1969  | AND                        |        | 1969, Toronto, CBC-TV                                          |             |              |

#### Spectacle
- 1978 : The Merman of Orford

### Œuvres pour chœur
- 1955 : Where Do We Stand, O Lord?, pour chœur mixte - texte: Michael Fram
- 1957 : Two Songs for the Coming of Spring, pour chœur mixte
- 1962 : God the Master of This Scene, pour chœur mixte - texte: J. Taylor
- 1962 : Gloria, pour chœur mixte, 2 trompettes et orgue
- 1966 : Crucifixion (Passion Psalm) pour chœur mixte, cor anglais, 2 trompettes, harpe et percussion
- 1968 : Five Songs from the New Found1and Outports, pour chœur mixte et piano
- 1970-1972 : Kyrie, pour solistes, chœur mixte et ensemble instrumental
- 1976 : Trois chansons de la Nouvelle-France, pour chœur mixte et piano
- 1984 : Song of Praise

### Musique vocale
- 1946 : Three Songs to Poems by Walt Whitman, pour voix moyenne et piano
- 1956 : Five Songs for Dark Voice, pour baryton ou basse et orchestre
- 1967 : Kuyas from Louis Riel, pour soprano, flûte et percussion
- 1975 : Zen, Yeats and Emily Dickinson, pour soprano, flûte, piano, actrice et acteur
- 1983 : Shaman's Song, pour voix et piano préparé - texte: phonétique à partir de paroles Inuit
- 1985 : Chura-Churum, pour 8 chanteurs, 3 percussionnistes, flûte, harpe et piano
- 1993 : The Pelican Chorus, pour soprano, ténor et piano

### Musique de chambre et pièces solistes
- 1943 : Quatuor à cordes nº 1
- 1947 : Suite for Percussion
- 1948 : Rhapsody, pour violon et piano
- 1948 : Blazerskwintet
- 1950 : Quatuor à cordes nº 2
- 1953 : Sonate nº 1, pour violon et piano
- 1955 : Sonate nº 2, pour violon et piano
- 1957 : Mouvement, pour quintette à vent
- 1959 : Quatuor à cordes nº 3
- 1959 : Sonata, pour guitare
- 1983 : Mouvement, pour quatuor à cordes
- 1992 : 11 Miniatures, pour hautbois et piano

### Musiques de film
- 1956 : Faces of Canada (pour la télévision)
- 1956 : Saguenay
- 1965 : The Gift
- 1972-1975 : Images of Canada